# Hylopetes lepidus
Hylopetes lepidus es una especie de roedor de la familia Sciuridae.

## Distribución geográfica
Se encuentran en Borneo y Java (Indonesia y Malasia).